# Roberto Abbado
Roberto Abbado (Milán, 30 de diciembre de 1954) es un director de orquesta italiano. Es hijo del músico Marcello Abbado y sobrino del director Claudio Abbado. 
Estudió dirección con Franco Ferrara en La Fenice, Venecia, y en la Academia Nacional de Santa Cecilia, donde se convertiría en el único estudiante de la academia al cual se le ha pedido dirigir la Orquesta de la Academia Nacional de Santa Cecilia. Dirigió su primera ópera, Simon Boccanegra, a la edad de 23 años, y a partir de entonces lo ha hecho en numerosos teatros de ópera de Italia y del resto del mundo, incluyendo el Gran Teatro del Liceo de Barcelona. 
Abbado fue el director principal de la Orquesta de la Radio de Múnich de 1991 a 1998. En los Estados Unidos, Abbado fue nombrado socio artístico de la Orquesta de cámara de Saint Paul (SPCO), cargo que comenzó la temporada 2005-2006. En noviembre de 2006, amplió este contrato con la SPCO hasta junio de 2015. En marzo de 2015 fue nombrado Director Musical del Palacio de las artes Reina Sofía en Valencia.

## Carrera
En 1975, Piero Farulli funda la "Vincenzo Galilei" Orchestra and Chorus en la Scuola Normale Superiore en Pisa para interpretar las Cantatas de Bach. Mario Gusella recomienda a Mr. Abbado a Piero Farulli para dirigir la orquesta en esa serie de conciertos.
En 1977, los músicos de la Orquesta Sinfónica Accademia di Santa Cecilia le piden a Abbado que dirija un concierto en Rieti, mientras aún era estudiante en la academia, privilegio que nunca le había sido otorgado a un alumno. Ese mismo año gana el Segundo Premio en el Concurso de Malko para jóvenes directores en Copenhague, promovido por la Radio Televisión Danesa.
En 1978 dirigió conciertos con las principales orquestas italianas y escandinavas, como la Orquesta del Teatro La Fenice, Orquesta Sinfónica della Rai di Milano, Helsingborg Symphony Orchestra y la Aalborg Symphony Orchestra. Su primera aparición como director de ópera fue a los 23 años en Macerata, en una nueva producción de Simón Boccanegra de Verdi, con Renato Bruson, Cesare Siepi e Ilva Ligabue. 
También dirigió la apertura de la temporada en el Teatro La Fenice en diciembre de 1979 con una nueva producción de la ópera de Rossini Il Turco in Italia.
En 1980 dirigió la ópera de Verdi, Aída en el Teatro Massimo de Palermo: una de las representaciones fue visitada por el intendente de la Wiener Staatsoper, que enseguida lo contrató.
En 1981 dirigió el estreno mundial de la ópera de Flavio Testi, Il sosia, en la Piccola Scala de Milan. Este mismo año dirigió una nueva producción de La Cenerentola de Rossini en la Wiener Staatsoper, con Gian Carlo Menotti y Agnes Baltsa, Francisco Araiza, Enzo Dara, y Giuseppe Taddei.
En 1982 Il barbiere di Siviglia en la Opernhaus de Zúrich con Edita Gruberova y Araiza. En verano dirige en el Edinburgh Festival "La pietra del paragone" de Rossini con Eduardo De Filippo y la Orquesta y Coro del Teatro alla Scala. En noviembre dirige de Verdi, Don Carlo en el Gran Teatre del Liceu de Barcelona con un maravilloso reparto que incluía a Montserrat Caballé, Elena Obratzova, José Carreras, Leo Nucci y Martti Talvela.
Él hizo su debut en el Teatro alla Scala en 1984 dirigiendo Don Pasquale de Donizetti, en una producción con Sesto Bruscantini en el rol que da nombre al título y Lucia Aliberti. En el mismo lugar presentará también la premier mundial de la ópera de Testi, Riccardo III en 1987,  La Gioconda de Ponchielli en 1997, Lucia di Lammermoor de Donizetti en 2006, el estreno mundial de Fabio Vacchi,  Teneke en 2007 y La donna del lago de Rossini con Joyce Di Donato, Daniela Barcellona y Juan Diego Flórez en 2011.
En 1985 tuvo su debut en París con la Orchestre National de France y Yo Yo Ma como solista.  Abbado ha dirigido las principaless orquestas de Europa, incluyendo la Royal Concertgebouw Amsterdam, Orchestre de Paris, Filarmonica della Scala, Orchestra dell'Accademia di Santa Cecilia, Orchestra Sinfonica Nazionale della Rai, Orchestra del Maggio Musicale Fiorentino, Dresden Staatskapelle, Gewandhaus Orchester Leipzig, Israel Philharmonic Orchestra, NDR Symphony Orchestra (Hamburg), Róterdam Philharmonic Orchestra, Vienna Symphony Orchestra, Swedish Radio Symphony Orchestra, Chamber Orchestra of Europe.
En 1987 fue nombrado director titular del Teatro Municipal de Santiago en Chile, cargo que ocupó hasta 1989.

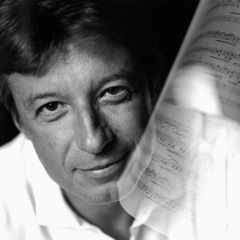
Roberto Abbado

En 1989 hizo su debut en la Münchner Opernfestspiele of Bayerisches Staatsoper con Adriana Lecouvreur de Cilea, con Mirella Freni y Plácido Domingo. También dirigió aquí las nuevas producciones de La Traviata y Aida, además de Manon Lescaut, Don Pasquale, Carmen y El amor de las tres naranjas de Prokofiev. De 1991 a 1998 desempeñó su función como director titular en la Münchner Rundfunkorchester (Munich Radio Orchestra).
En 1993 realizó un tour en Japón con el Teatro Comunale di Bologna.
En 1994 tuvo su debut en el Metropolitan Opera de Nueva York con Adriana Lecouvreur. También dirigió allí Fedora de Giordano con Freni y Domingo (nueva producción) en 1996,  La Traviata en 2000, Ernani también de Verdi en 2008. En USA también ha dirigido operas en San Francisco, Washington D. C., Houston.
En 1995 hizo su debut en la Opéra Bastille con Lucia di Lammermoor y Mariella Devia. 
Dirigió en su debut en el Carnegie Hall en 1996  The Orchestra of St. Luke's, también allí dirigió la Philadelphia Orchestra y la Boston Symphony.
En 1998 estuvo al frente de la nueva producción de la ópera de Verdi, I Vespri siciliani en la Wiener Staatsoper, con Herbert Wernicke. En el mismo año tuvo su debut en el Maggio Musicale Fiorentino dirigiendo de Rossini Le comte Ory. También en Florencia dirigió de Verdi Attila e I Lombardi alla prima Crociata, Fedra de Henze y Anna Bolena de Donizetti.
En 1998 tuvo un gran éxito en su debut con la Boston Symphony Orchestra, abriendo su carrera sinfónica en Estados Unidos. Dirigió también muchos conciertos con la Philadelphia Orchestra, Chicago Symphony Orchestra, San Francisco Symphony Orchestra, Cleveland Orchestra, New York Philharmonic Orchestra, Atlanta Symphony Orchestra, National Symphony Washington D.C., Los Angeles Philharmonic Orchestra, Minnesota Orchestra, Houston Symphony Orchestra, St. Louis Symphony Orchestra, Seattle Symphony Orchestra, Cincinnati Symphony Orchestra, Baltimore Symphony Orchestra, Pittsburgh Symphony Orchestra, Detroit Symphony Orchestra, Montreal Symphony Orchestra, Toronto Symphony Orchestra.
En 1999 hizo su debut con The Saint Paul Chamber Orchestra. 
En 2003 se hizo cargo de la dirección de la nueva producción de Simon Boccanegra en el Teatro Regio de Turin, con Graham Vick. Trabajó otra vez con el feste director de escena inglés en Turin para La clemenza di Tito in 2008, y en el Rossini Opera Festival de Pesaro en Mosè in Egitto en 2011. Para este mismo festival también dirigió Ermione en 2008 y Zelmira en 2009.
En 2008 dirigió la noche del estreno de la temporada en el Teatro Comunale de Bolonia con Der Vampyr de Marschner,  con Pier Luigi Pizzi. Dirigió también el estreno en 2013 con MacBeth con Bob Wilson y en 2014 de  Wagner,  Parsifal con el director de escena Romeo Castellucci.
En 2012 una nueva producción de La damnation de Faust de Berlioz con dirección de escena de Terry Gilliam en el Teatro Massimo de Palermo.
En 2013 realizó un tour con el Napolitan Teatro di San Carlo en Hong Kong con La Traviata y puesta en escena de Ferzan Ozpetek.
En 2014 dirigió en el Salzburg Festival "La Favorite" de Donizetti con Elina Garanča, Juan Diego Florez y Ludovic Tezier.
En 2015 dirigió con gran éxito en el Palau de les Arts de Valencia la ópera Don Pasquale, con la puesta en escena de Jonathan Miller y los intérpretes Michele Pertusi y Nadine Sierra.
En 2015 también, fue nombrado Director Musical del Palau de Les Arts Reina SOfía de Valencia

## CD
- Puccini: Turandot- Roberto Abbado/Münchner Rundfunkorchester/Eva Marton/Ben Heppner/Margaret Price, 1993 Sony/RCA
- Bellini: I Capuleti e i Montecchi - Roberto Abbado/Münchner Rundfunkorchester/Vesselina Kasarova/Eva Mei/Ramón Vargas/Umberto Chiummo/Simone Alberghini, 1998 Sony/RCA. Pick of the Year 1999, BBC Music Magazine.
- Donizetti: Don Pasquale - Roberto Abbado/Münchner Rundfunkorchester/Renato Bruson/Eva Mei/Frank Lopardo/Thomas Allen, 1994 Sony/RCA
- Rossini: Tancredi - Roberto Abbado/Münchner Rundfunkorchester/Vesselina Kasarova/Eva Mei/Ramón Vargas/Veronica Cangemi, 1996 Sony/RCA. Echo der Klassik 1997.
- Florez, Arias for Rubini (Rossini/Bellini/Donizetti) - Roberto Abbado/S. Cecilia, 2007 Decca
- Flórez, L'amour - Roberto Abbado/Orch. Bologna, 2013 Decca. Diapason d'Or 2014.
- Garanca, Bel Canto - Elīna Garanča/Filarmonica del Teatro Comunale di Bologna/Roberto Abbado, 2009 Deutsche Grammophon. Echo der Klassik 2010.
- Luca Francesconi: Cobalt Scarlet - Rest - Orchestra Sinfonica Nazionale della RAI/Anssi Karttunen/Roberto Abbado, 2005 Stradivarius

## DVD & Blue-Ray
- Giordano, Fedora - Abbado Roberto/Freni/Domingo, 1997 Deutsche Grammophon
- Rossini, Zelmira - Roberto Abbado/Florez/Aldrich/Kunde, 2009 Decca
- Rossini, Ermione - Roberto Abbado/Ganassi/Kunde, 2009 Dynamic
- Rossini, Mosé in Egitto- Roberto Abbado/Ganassi/Zanellato/Korchak, 2012 Opus Arte